# Com eliminar el seu cap
Com eliminar el seu cap (títol original: Nine to Five) és una pel·lícula estatunidenca dirigida per Colin Higgins, estrenada l'any 1980. Ha estat doblada al català.

## Argument
El « sexista, egoista, sectari, hipòcrita i mentider » Franklin Hart Jr. regna com a amo absolut sobre la clientela de la poderosa societat Consolidated de la qual el ric i aventurer Russel Tinsworthy és President. És secundat per la seva fidel ajudant Roz que no vacil·la a amagar-se en els banys per sorprendre les converses personals dels seus col·legues, majoritàriament dones, i preparar-li informes detallats.
Divorciada fa poc i contractada a Consolidated, on la seva inexperiència la porta a multiplicar els malastresses, Judy Bernly s'amotina quan les denúncies de Roz permeten Frank Hart acomiadar una empleada. Gairebé simultàniament, Hart provoca la ira d'altres dues treballadores. Rebutja Violeta Newstead, la seva més antiga col·laboradora, per una promoció merescuda en benefici d'un col·lega menys antic que ella però que ho mereix, als seus ulls, per ser un home.

## Repartiment
- Jane Fonda: Judy Bernly
- Lily Tomlin: Violeta Newstead
- Dolly Parton: Doralee Rhodes
- Dabney Coleman: Franklin M. Hart Jr.
- Sterling Hayden: Russell Tinsworthy
- Elizabeth Wilson: Roz Keith
- Henry Jones: el Sr.. Hinkle
- Lawrence Pressman: Dick Bernly
- Ren Woods : Barbara
- Earl Boen : el Sr.. Perkins
- David Price : Josh Newstead
- Peter Hobbs : Metge al St. Ambrose Hospital
- Ray Vitte: Eddie Smith

## Sèrie
- Com eliminar el seu cap (1982-1988) La pel·lícula serà adaptada en una sitcom en els anys 1980.